# No Jardim
No Jardim é um dos primeiros filmes portugueses, realizado por Aurélio da Paz dos Reis em 1896.

## Sinopse
Num cenário ensolarado ao ar livre com um fundo de árvores de folhagem alta e profunda e uma casa de paredes brancas, um acrobata com camisa e calça leve e plimsolls brancos faz acrobacias num trapézio no centro da área.